# Volcà de San Vicente
El volcà de San Vicente està situat en els municipis de Guadalupe i Tepetitán al departament de San Vicente; i San Juan Nonualco i Zacatecoluca al departament de La Paz a El Salvador. Es troba aproximadament a 60 quilòmetres a l'est de la ciutat cabdal San Salvador. És el segon volcà de més altura d'aquest país.
Consta de dues elevacions: la més alta de 2.173 msnm amb una depressió al mig, reminiscència del que va ser un cràter; l'altra, de 2.083 msnm, que té forma de con amb un cràter obert cap a l'est. A la base del volcà, al costat sud, se situen manantials d'aigües termals coneguts com los infiernillos que emanen forts vapors i fum sulfúric; cap al nord del volcà s'estén la Vall de Jiboa, una de les zones més riques de cultiu en aquest país. D'aquest volcà es desconeix alguna erupció.
Aquest volcà és conegut també amb el suposat nom aborigen nahuat de Chichontepec o Chichontepeque, que significaria "turó dels dos pits". No obstant això, l'historiador Jorge Lardé i Larín assevera que tal denominació va ser un «invent» del coronel i llicenciat Manuel Fernández en la seva obra Bosquejo físico, político e histórico de la República del Salvador de 1869.Al contrari, al segle XVI va ser conegut com a Iztepe o Iztepeque, i a finals d'aquesta centúria, i a principis del segle xvii, com a Zacatecoluca; sent al segle XVIII, molt probablement, que va adquirir l'apel·latiu de San Vicente.